# 雷吉斯坦廣場

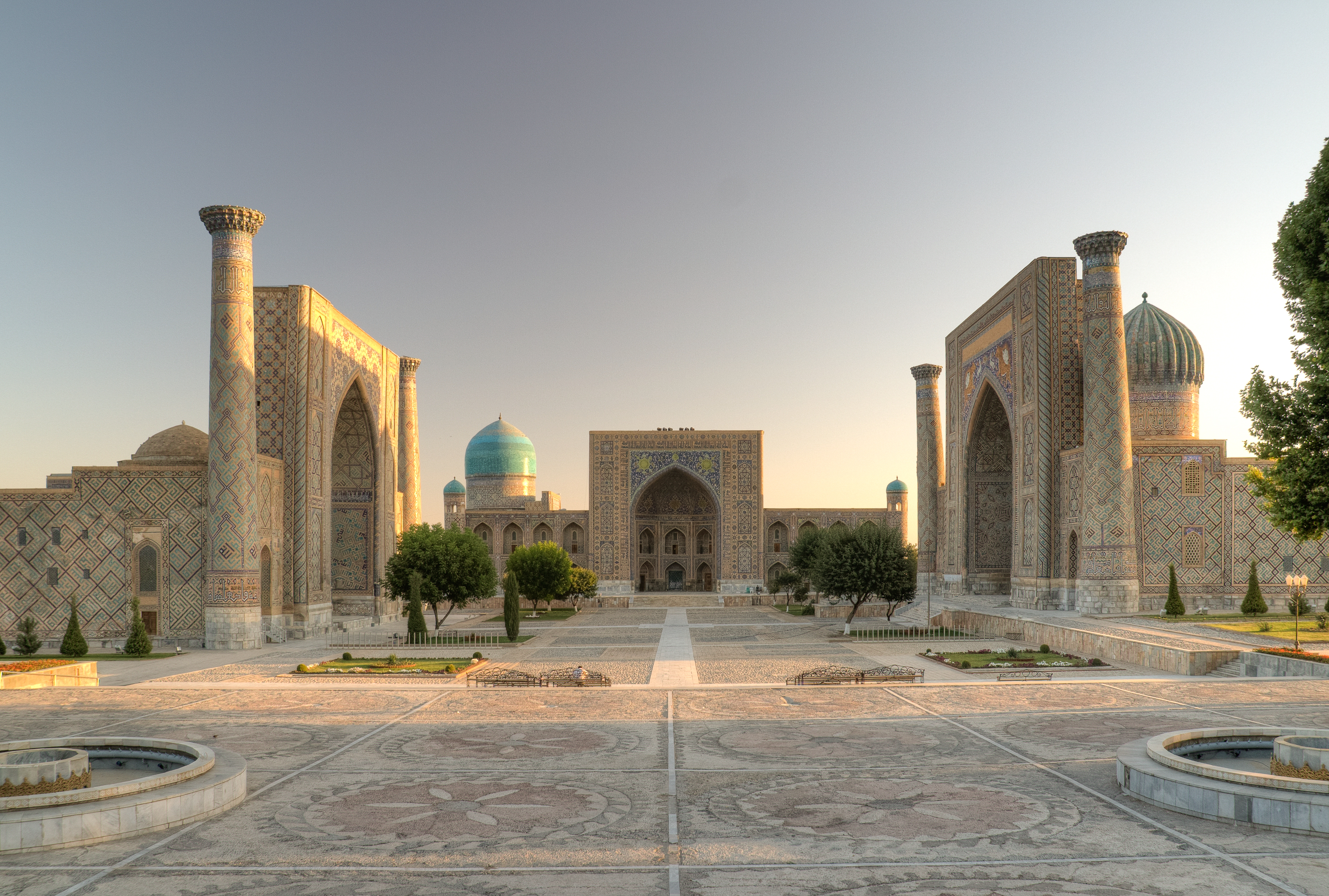
雷吉斯坦廣場和三個伊斯蘭學校建築。從左到右：烏魯伯格經學院、提拉-高利經學院和舒爾-多爾經學院。

雷吉斯坦廣場（波斯語：‎），是帖木兒帝國國都撒馬爾罕（現位於烏茲別克）的中心。“雷吉斯坦”一詞在波斯語中意指“多沙的地方”或是“沙漠”。
雷吉斯坦廣場是個城市廣場，首都人民會聚集在這裡聽取皇告，乃至圍觀罪犯公開處刑。雷吉斯坦廣場是由三棟獨特伊斯蘭建築形式的伊斯蘭學校所構成。雷吉斯坦廣場被認為是帖木兒文藝復興的中心。在1405年帖木兒逝世以前，雷吉斯坦廣場上並無任何現存被認為是巨作的東方建築。
幾個世紀以來，雷吉斯坦廣場上的建物遭到嚴重破壞，並在前蘇聯時期透過修復及重建以恢復到原先狀態。現今，在烏茲別克獨立日前夕舉行的東方歌謠節會在雷吉斯坦廣場所舉行。
2001年，聯合國教科文組織將撒馬爾罕列入世界遺產，而雷吉斯坦廣場正是重要因素之一。

## 伊斯蘭學校

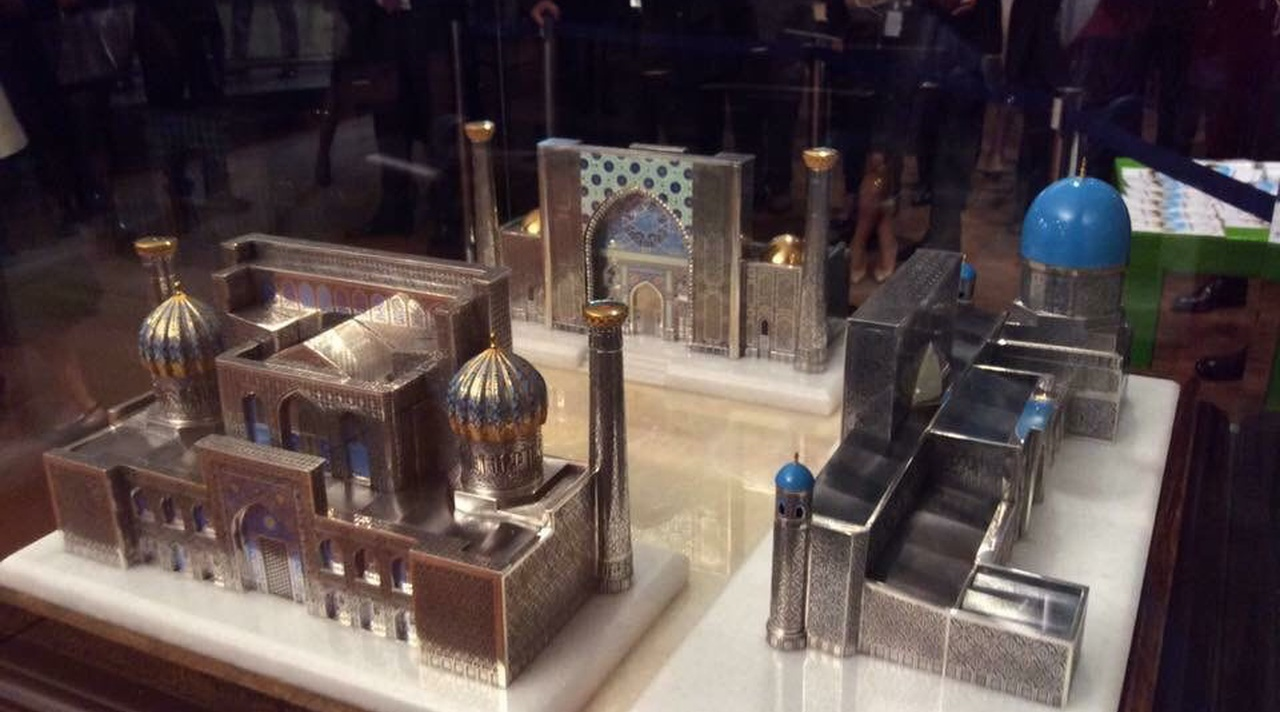
位於聯合國總部的雷吉斯坦廣場初模，當時規劃建於撒馬爾罕的中心。

雷吉斯坦廣場的三個伊斯蘭學校分別為：烏魯伯格經學院（於1417年－1420年間建造）、舒爾-多爾經學院（於1619年－1636年間建造）、提拉-高利經學院（於1646年－1660年間建造）。

### 烏魯伯格經學院
烏魯伯格經學院（波斯語：‎）建於帖木兒統治期間，由其孫子烏魯伯格所建。該建築擁有氣勢磅礡的伊萬，及尖拱的皮西塔克（正門）面對廣場。角落豎立著高聳的叫拜樓。伊萬入口拱門上方的馬賽克鑲板，附有幾何風格的裝飾品。方形的中庭有一座清真寺和講堂，四周環繞著學生居住的宿舍。沿著軸線有著很深的走廊。烏魯伯格經學院最初是一棟兩層樓的建築，角落有四個圓頂講堂。
烏魯伯格經學院是15世紀中東穆斯林最好的神職人員大學之一。偉大的波斯詩人、學者、神秘家、科學家和哲學家拉赫曼·雅米亦曾在此處學習。烏魯伯格本人也在此處講學。在烏魯伯格統治時期，烏魯伯格經學院是全國教育中心。

### 舒爾-多爾經學院
在17世紀，撒馬爾罕的統治者亞郎圖什·巴霍杜爾下令建造舒爾-多爾（波斯語：‎，意思為“氣宇如獅”）經學院及提拉-高利經學院。該建物特別有趣，添加了生物描繪和波斯圖案元素，在建物背後使用老虎搭配旭日東昇的馬賽克圖形。舒爾-多爾經學院的所在地，原址原建有具小型穹頂的交易市場，是由帖木兒最年輕的妃子圖門·阿卡建於14世紀，後來被烏魯伯格所拆除。

### 提拉-高利經學院
十年後，提拉-高利（波斯語：‎，意思為“鍍金的”）經學院建成。它不僅是學生的住宿學院，而且還起到了大清真寺的作用。它有一個兩層樓的主立面和一個由宿舍房間環繞的巨大庭院，沿著軸線有四路廊道。清真寺建築（見圖）位於庭院的西段，主殿鍍有大量黃金。

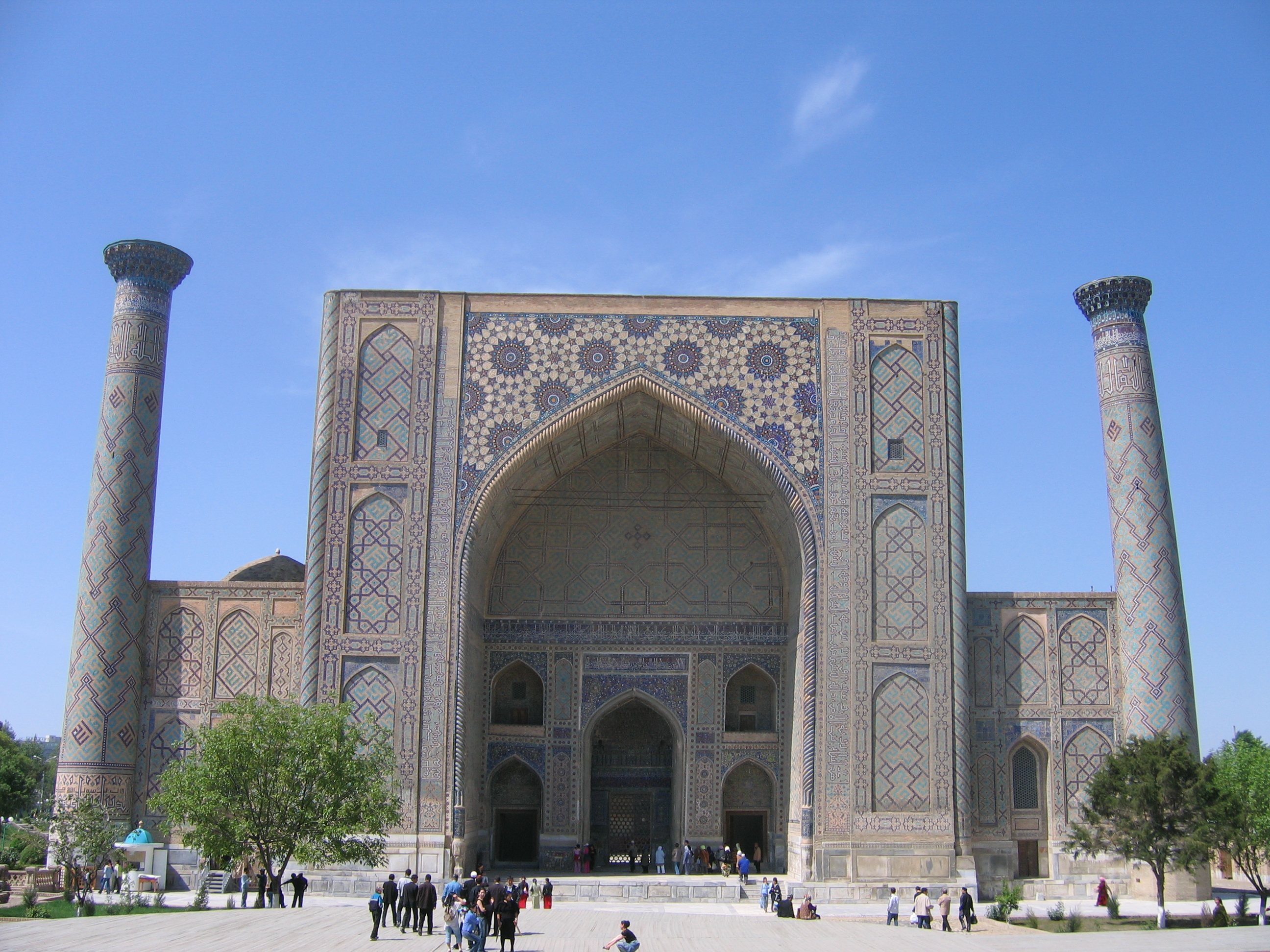
烏魯伯格經學院
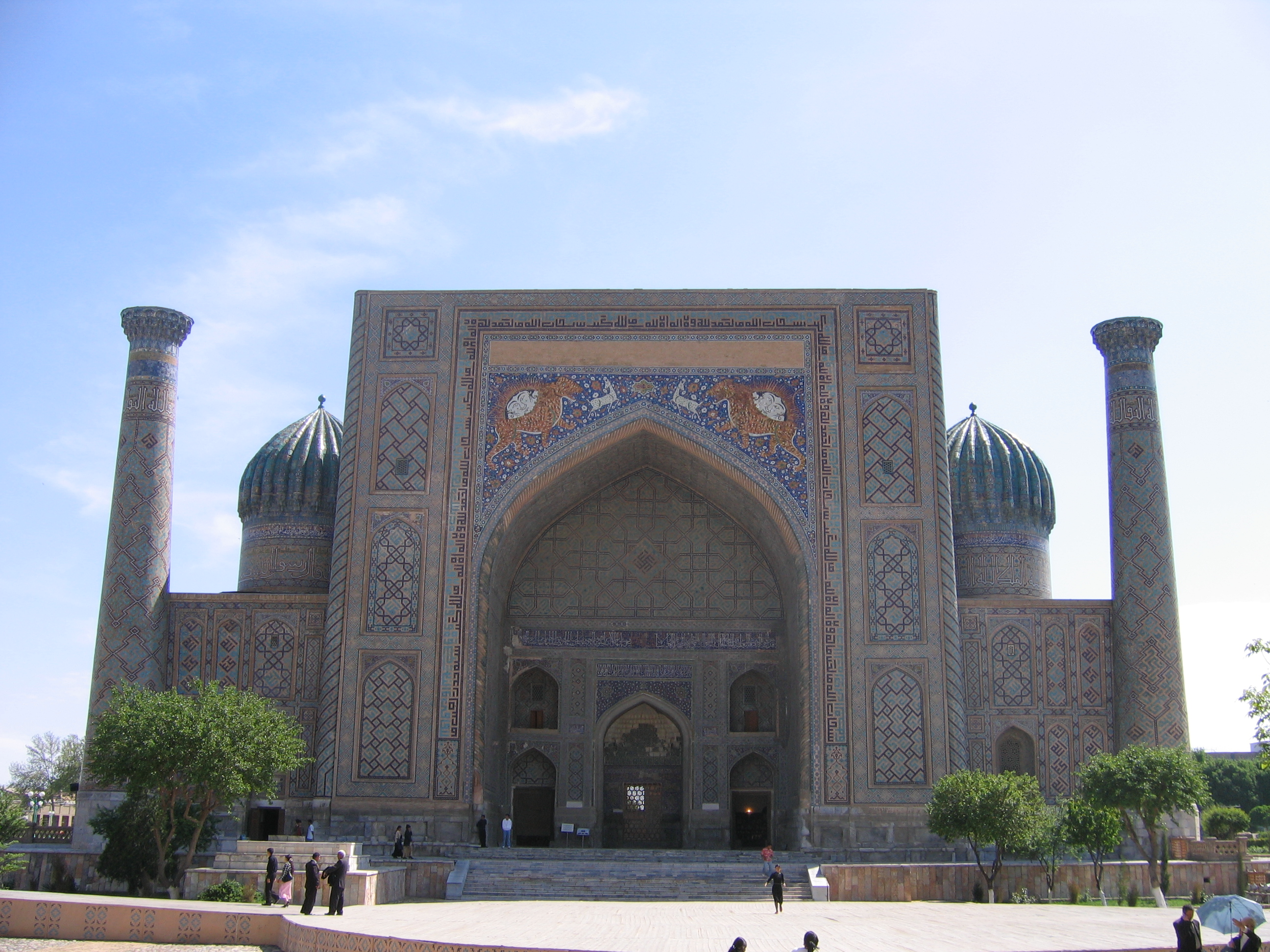
舒爾-多爾經學院
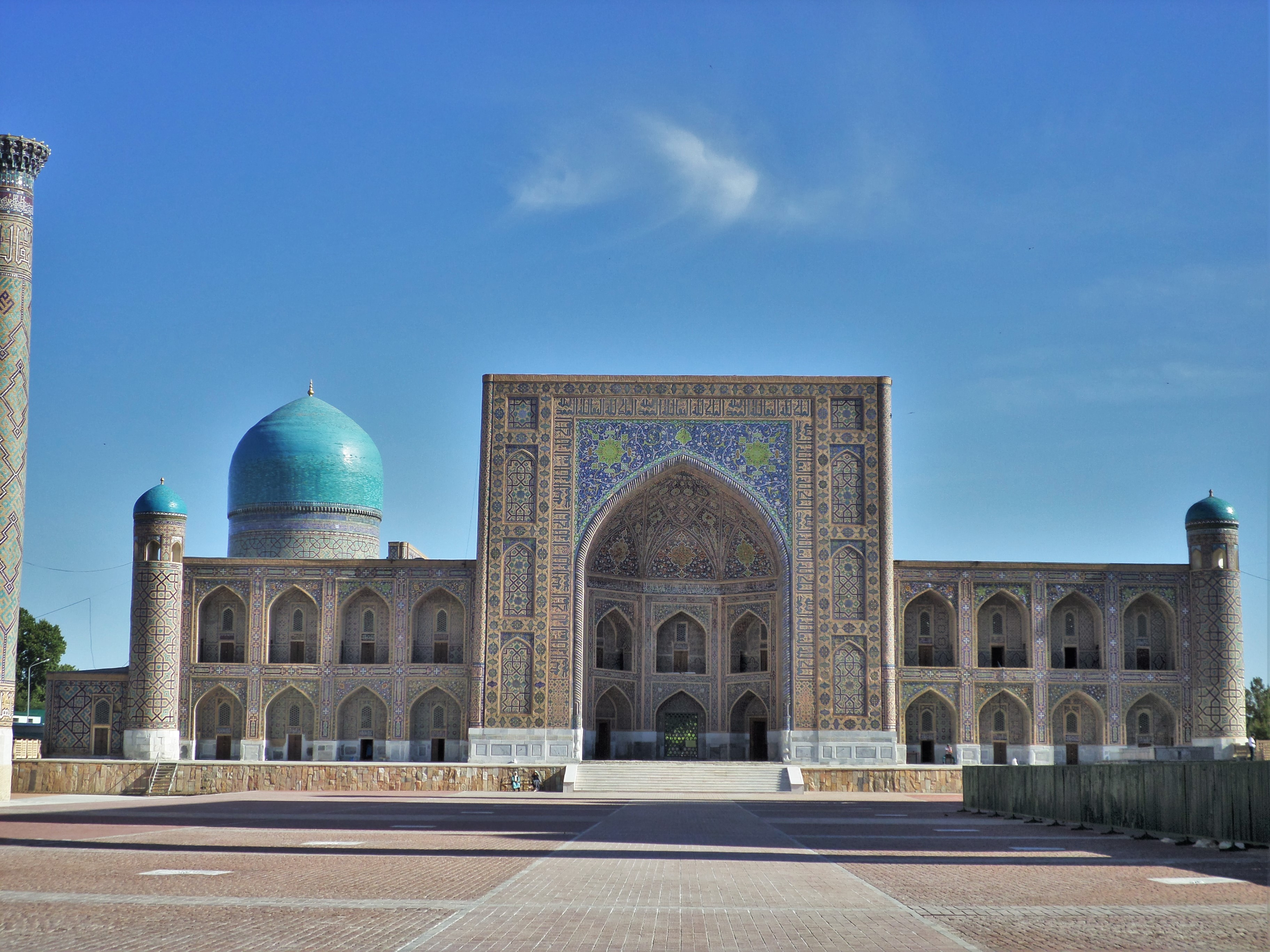
提拉-高利經學院
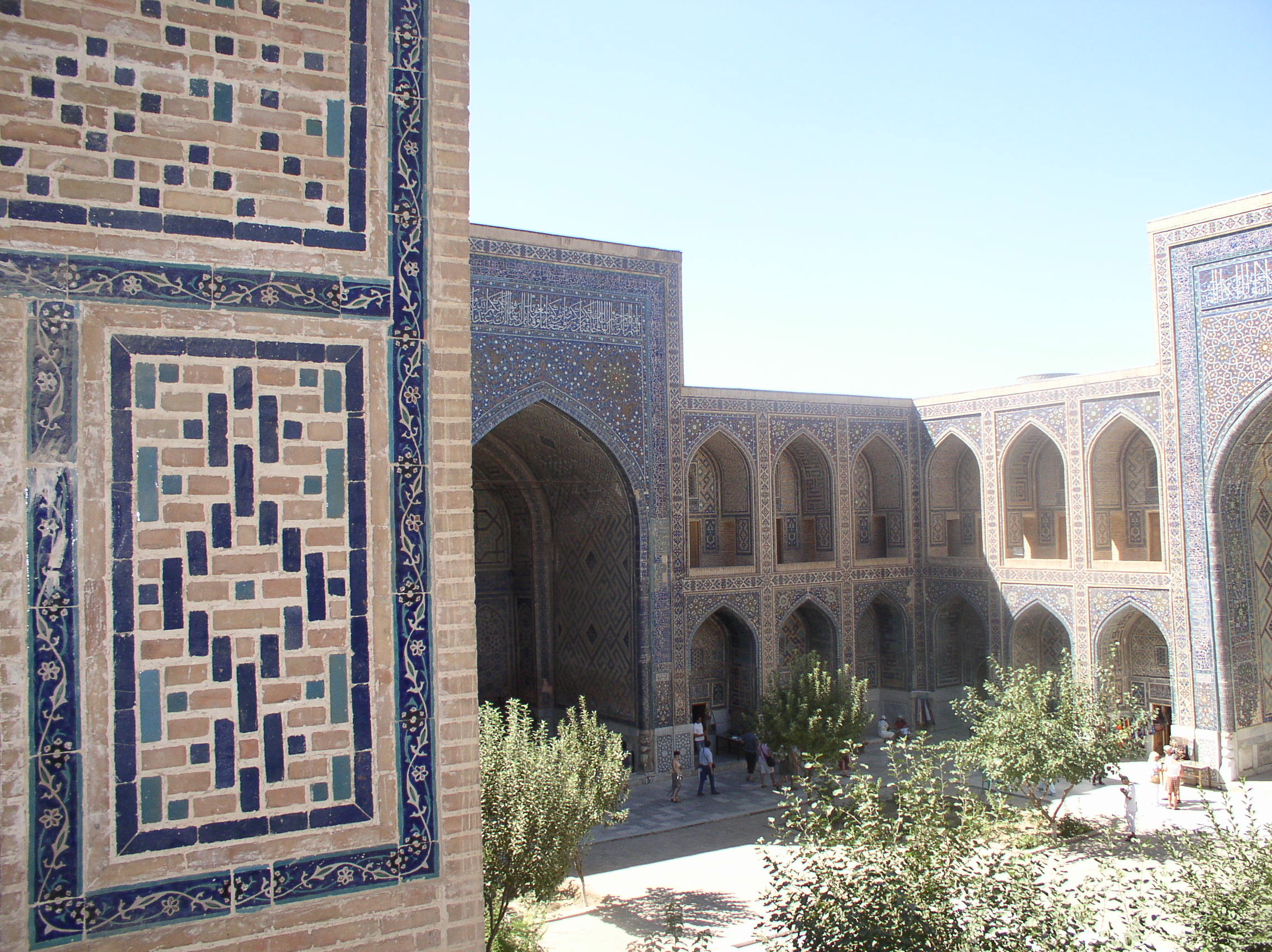
烏魯伯格經學院的庭院
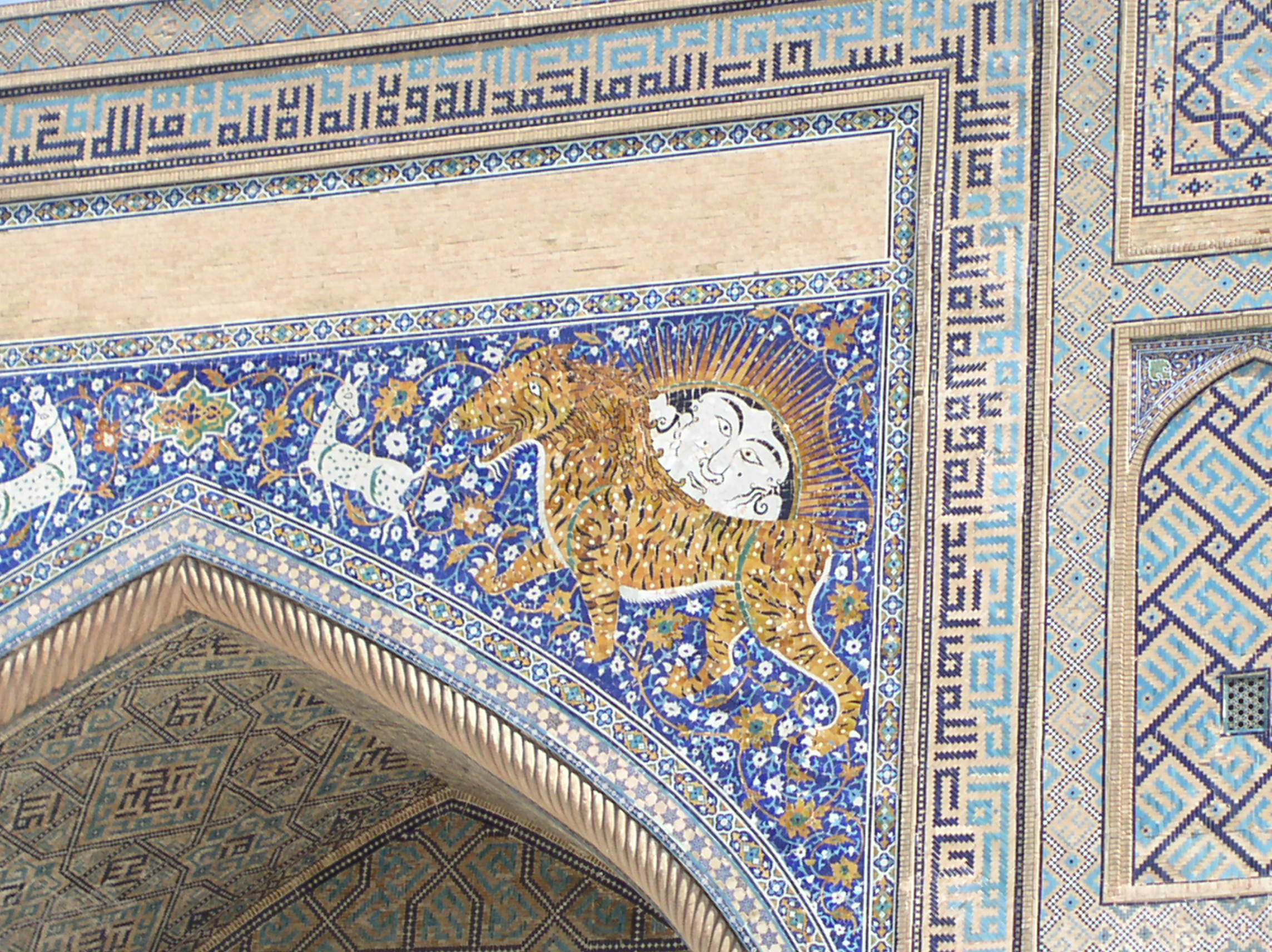
在舒爾-多爾經學院伊萬的老虎馬賽克
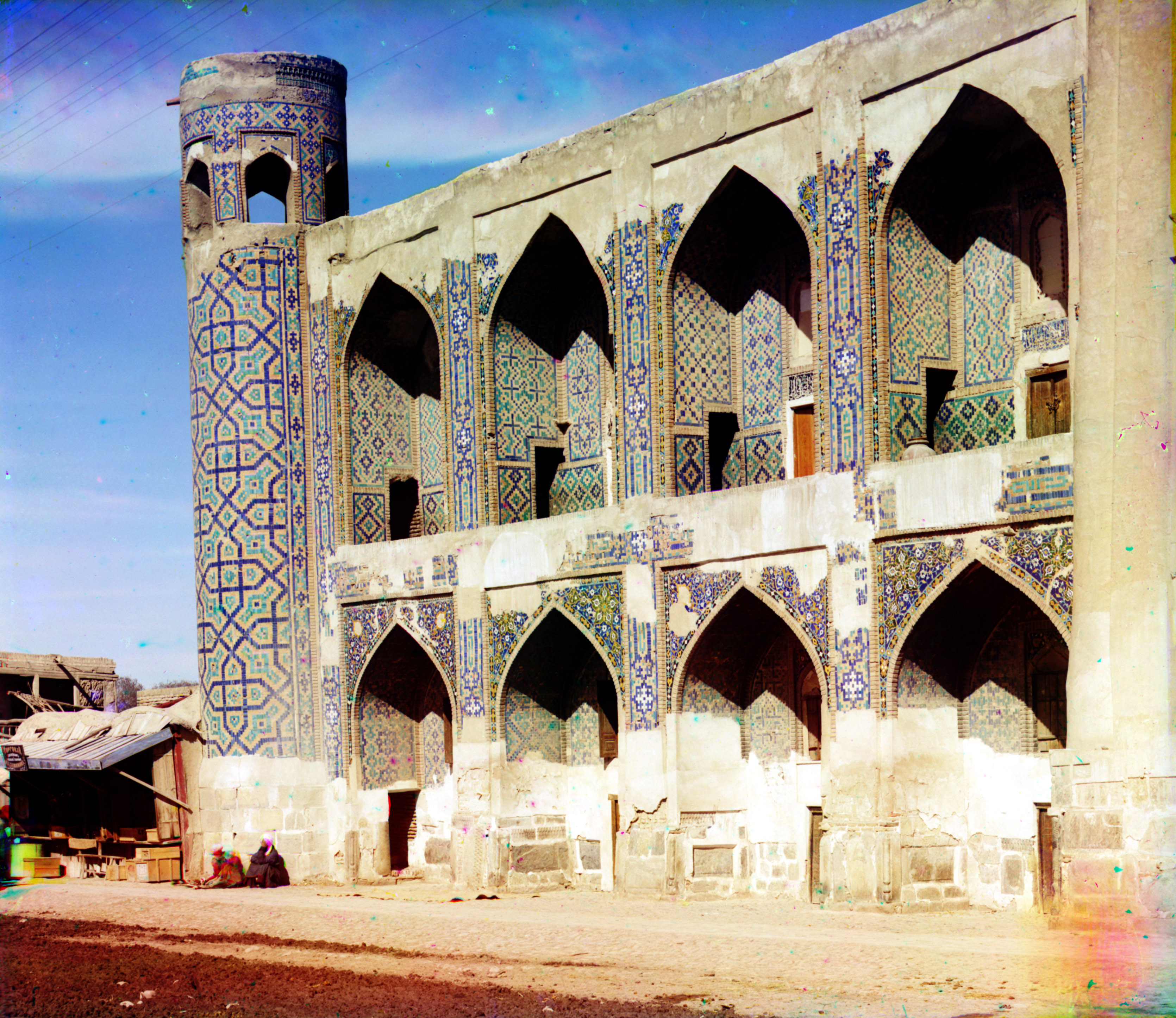
19世紀的提拉-高利經學院

## 其他建築物

### 昔班王朝陵寢
昔班王朝陵寢（16世紀）坐落在提拉-高利經學院以東（見圖 （页面存档备份，存于））。真正樹立起昔班王朝勢力的人，是阿布海兒的孫子，布哈拉汗國建國可汗穆罕默德·昔班尼。1500年，有了當時立足於塔什干的東察合台汗國支持，昔班尼從帖木兒王朝最後的統治者們手裡，征服了撒馬爾罕及布哈拉。昔班王朝的這股強大勢力，最終指向當初支持他們的察合台汗國，昔班尼在1503年攻下了塔什干。1506年，昔班尼佔領了希瓦，並於1507年突襲莫夫、波斯東部、阿富汗西部。儘管薩法維帝國在1502年大敗了白羊王朝，昔班王朝依舊抵擋了薩法維帝國的進攻。昔班尼是烏茲別克遊牧民族的領袖。往後數年，這些遊牧民族大量定居在中亞各處的綠洲。15世紀的烏茲別克遊牧民族入侵，是形成今日烏茲別克民族的最終章節。

### 喬蘇穹頂交易市場
喬蘇穹頂交易市場（1785年）位於舒爾-多爾經學院的正後方。喬蘇最初興建於14世紀末，連接撒馬爾罕和沙赫里薩布茲、布哈拉、塔什干的道路於此處交匯。喬蘇於18世紀時重建，並作為帽子交易市場。該建築中央有一大穹頂，並有數個小穹頂環繞著大穹頂。2005年，喬蘇修復完成，為了重現建物的全高，共計清除了三公尺厚的泥土層。喬蘇現隸屬於烏茲別克藝術學院，並作為藝廊使用。

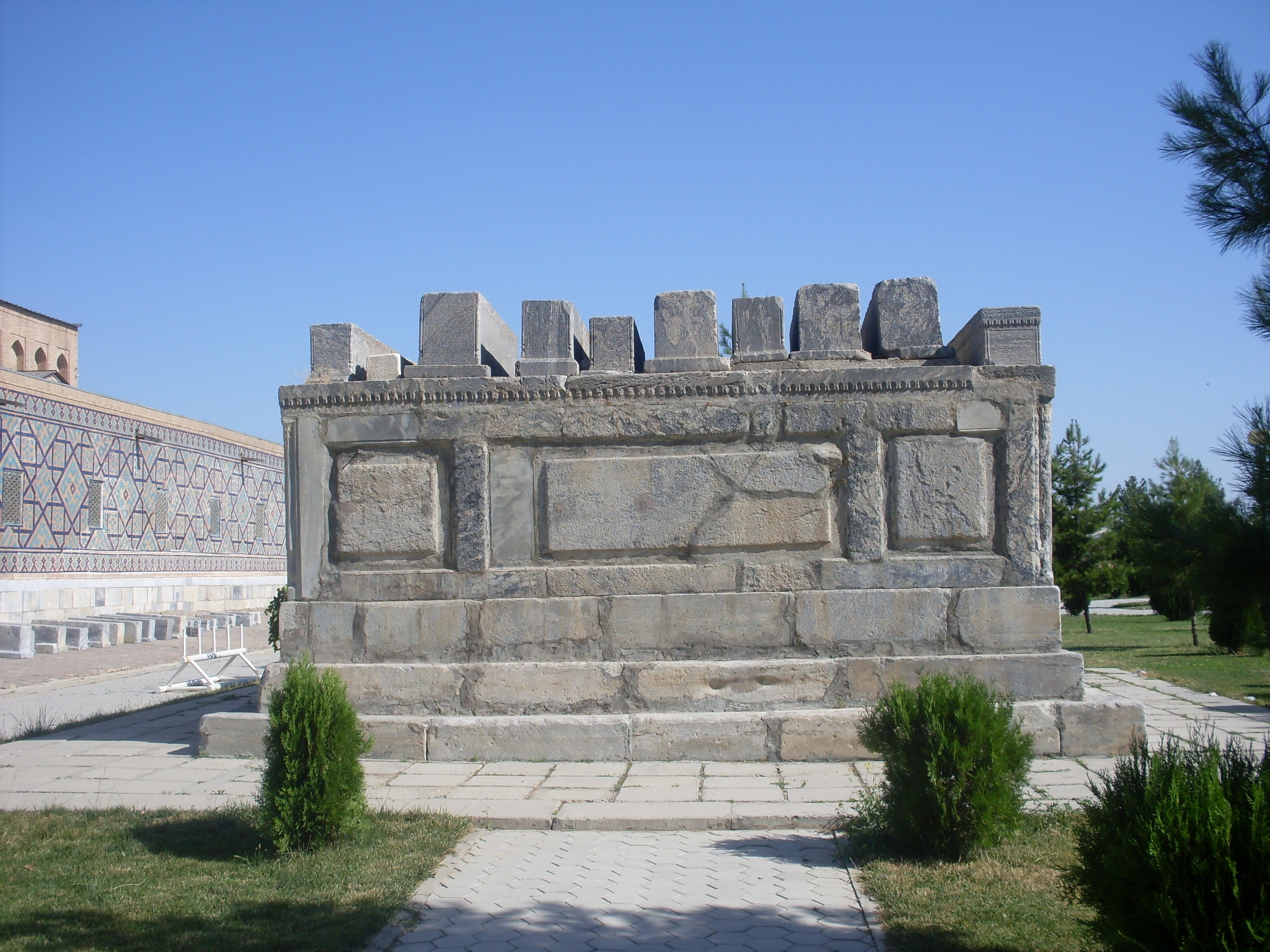
昔班王朝陵寢
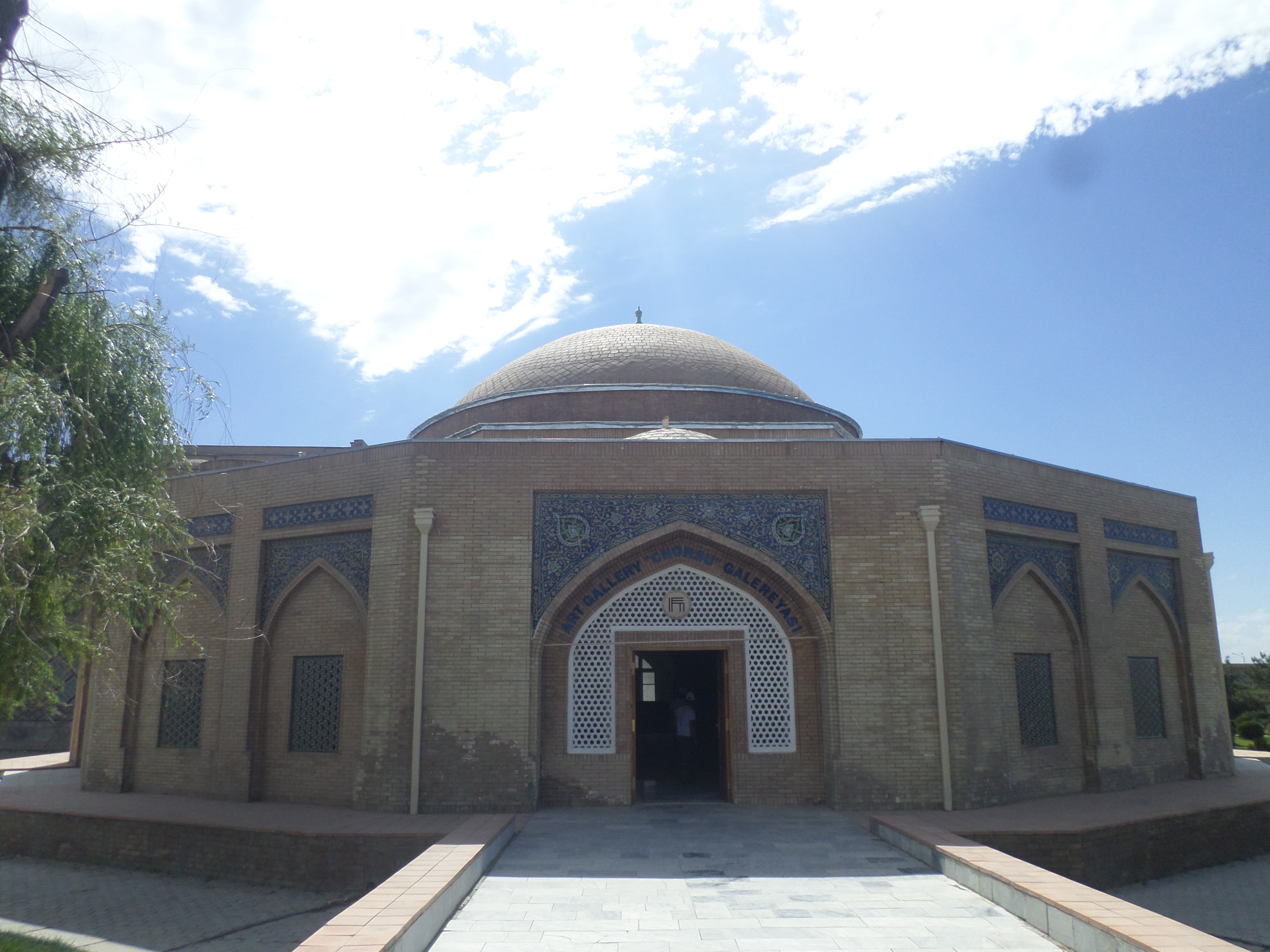
喬蘇穹頂交易市場

## 延伸閱讀
- 古爾-埃米爾陵
- 帖木兒王朝

## 外部連結
- 维基共享资源上的相關多媒體資源：雷吉斯坦廣場

39°39′17″N 66°58′32″E / 39.65472°N 66.97556°E